# New Amsterdam (gebouw)

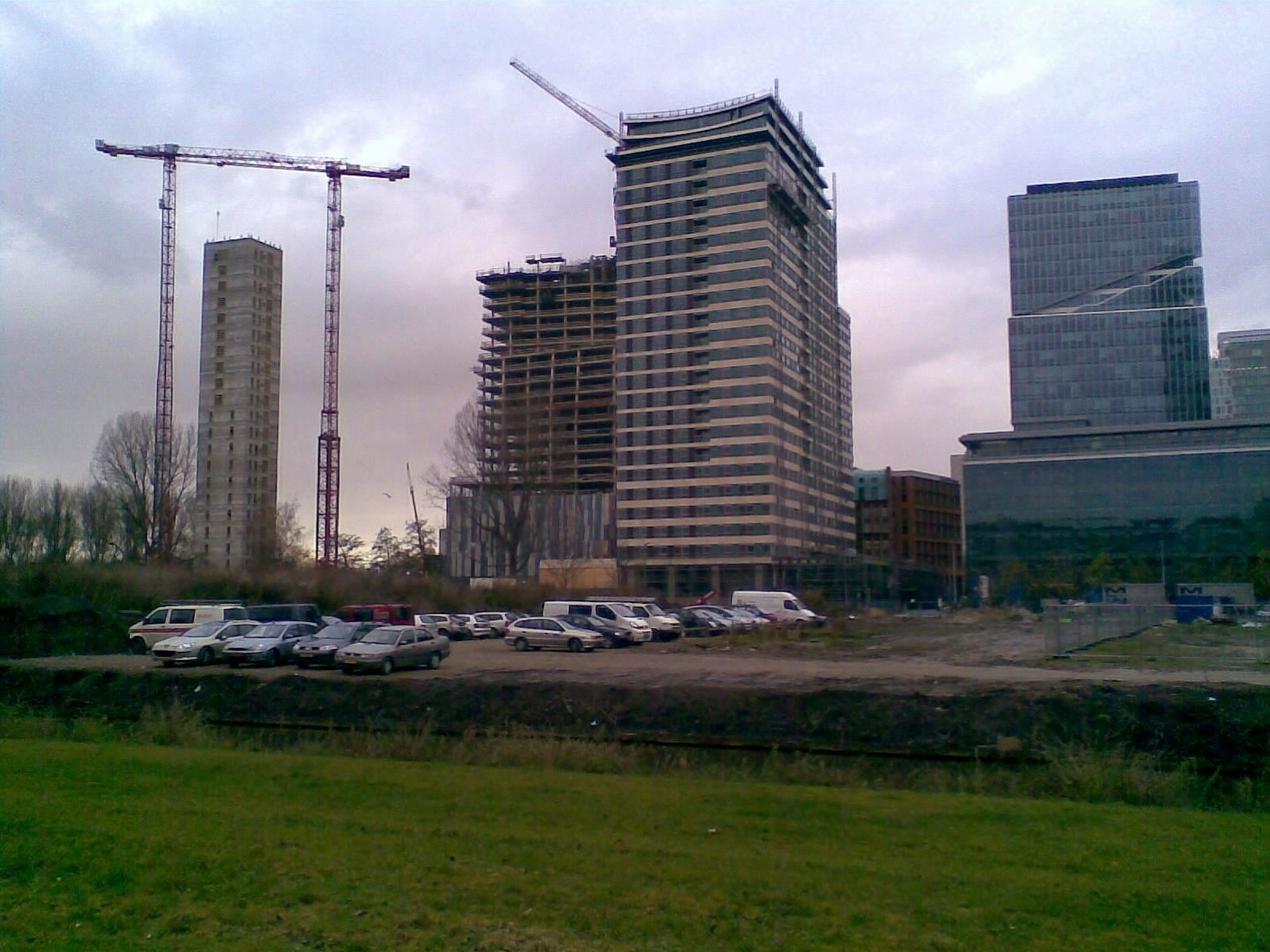
Het gebouw in aanbouw in 2007

New Amsterdam is een woontoren in Amsterdam aan de Zuidas. New Amsterdam is onderdeel van het Mahler4 bouwproject. Het bestaat uit 24 woonlagen, met een bruto oppervlakte van 42.435 m² met 174 huurappartementen, 20 koopappartementen en 3.500 m² commerciële ruimtes, waarvan de bovenste vier lagen uit penthouses bestaat. De penthouses variëren van 2 tot 4 miljoen euro. Het project werd opgestart in 2000. Het is ontworpen door de Architekten Cie. De bouwperiode was van 2004 tot 2007.
Rembrandttoren · Mondriaantoren · Y-Towers · Amsterdam Symphony · WTC H Toren · ABN AMRO-hoofdkantoor · Amstel Tower · Ito-toren · Valley · Millennium Tower · Crystal Tower · The Sharing Tower · Teleport Tower · Viñoly · Breitnertoren · Oval Tower · The Rock · Pontsteiger · La Guardia Plaza · Cross Towers · New Amsterdam · UNStudio Tower · Boekhuis · IJ-toren · A'DAM Toren · Hourglass · Vivaldigebouw · Okura Hotel · 900 Mahler · De Nederlandsche Bank · Xavier · De Spakler